# 2012年の日本公開映画
- 映画 > 映画の一覧 > 年度別日本公開映画 > 2012年の日本公開映画
- 映画 > 2012年の映画 > 2012年の日本公開映画

2012年の日本公開映画（2012ねんのにほんこうかいえいが）では、2012年（平成24年）1月1日から同年12月31日までに日本で商業公開された映画の一覧を記載。作品名の右の丸括弧内は製作国を示す。
記載の凡例については年度別日本公開映画#凡例を参照

## 作品一覧

### 1月
- 1日
  - 修羅の花道 （ 日本）
  - 善き人 （ ドイツ /  イギリス）
- 7日
  - マジック・ツリーハウス （ 日本）
  - 琉神マブヤーTHE MOVIE 七つのマブイ （ 日本）
  - フライトナイト/恐怖の夜 （ アメリカ合衆国）
  - カルテット! （ 日本）
  - 哀しき獣 （ 韓国）
  - パーフェクト・センス （ イギリス）
  - チベット犬物語 〜金色のドージェ〜 （ 日本 /  中国）
  - ストリートダンス/TOP OF UK （ イギリス）
  - 白夜行-白い闇の中を歩く- （ 韓国）
  - テトロ 過去を殺した男 （ アメリカ合衆国 /  イタリア /  スペイン /  アルゼンチン）
- 13日
  - デビルズ・ダブル -ある影武者の物語- （ ベルギー）
- 14日
  - 月光ノ仮面 （ 日本）
  - ヒミズ （ 日本）
  - マイウェイ 12,000キロの真実 （ 韓国）
  - ロボジー （ 日本）
  - BUNRAKU （ アメリカ合衆国）
  - はさみ hasami （ 日本）
  - 果てなき路 （ アメリカ合衆国）
  - 三国志英傑伝 関羽 （ 中国）
- 21日
  - 預言者 （ フランス）
  - アニマル・キングダム （ オーストラリア）
  - ALWAYS 三丁目の夕日'64 （ 日本）
  - きみはペット （ 韓国）
  - ドットハック セカイの向こうに （ 日本）
  - ピアノマニア （ オーストリア /  ドイツ）
  - ジョニー・イングリッシュ 気休めの報酬 （ イギリス /  フランス /  アメリカ合衆国）
  - ダーク・フェアリー （ アメリカ合衆国 /  オーストラリア /  メキシコ）
  - 海賊戦隊ゴーカイジャーVS宇宙刑事ギャバン THE MOVIE （ 日本）
  - グッド・ドクター 禁断のカルテ （ アメリカ合衆国）
  - ゾンビ大陸 アフリカン （ アメリカ合衆国）
  - セルビアン・フィルム （ セルビア）
  - ジャックとジル （ アメリカ合衆国）
- 27日
  - DOCUMENTARY of AKB48 Show must go on 少女たちは傷つきながら、夢を見る （ 日本）
- 28日
  - しあわせのパン （ 日本）
  - 麒麟の翼 〜劇場版・新参者〜 （ 日本）
  - 劇場版テンペスト3D （ 日本）
  - J・エドガー （ アメリカ合衆国）
  - 犬の首輪とコロッケと （ 日本）
  - すべての女に嘘がある （ 日本）

### 2月
- 3日
  - ペントハウス （ アメリカ合衆国）
- 4日
  - 日本列島 いきものたちの物語 （ 日本）
  - ベルセルク 黄金時代篇I 覇王の卵 （ 日本）
  - 荒川アンダー ザ ブリッジ THE MOVIE （ 日本）
  - 忍道-SHINOBIDO- （ 日本）
  - 人生はビギナーズ （ アメリカ合衆国）
  - 東京プレイボーイクラブ （ 日本）
  - タンタンと私 （ ベルギー）
  - ビーストリー （ アメリカ合衆国）
  - 最高の人生をあなたと （ フランス /  ベルギー /  イギリス）
  - 鬼に訊け 宮大工 西岡常一の遺言 （ 日本）
  - マシンガン・プリーチャー （ アメリカ合衆国）
  - ハンター （ オーストラリア）
  - マメシバ一郎 3D （ 日本）
  - アコースティック （ 韓国）
  - レイトオータム （ 韓国）
  - 老獄/OLD PRISON （ 日本）
- 10日
  - ドラゴン・タトゥーの女 （ アメリカ合衆国）
- 11日
  - ポエトリー アグネスの詩 （ 韓国）
  - はやぶさ 遥かなる帰還 （ 日本）
  - 逆転裁判 （ 日本）
  - ニーチェの馬 （ ハンガリー /  フランス /  ドイツ /  スイス）
  - キツツキと雨 （ 日本）
  - ドラゴンエイジ -ブラッドメイジの聖戦- （ 日本）
  - フラメンコ・フラメンコ （ スペイン）
  - アーチ&シパック -世界ウンコ大戦争- （ 韓国）
  - TSY タイム スリップ ヤンキー （ 日本）
  - ウタヒメ 彼女たちのスモーク・オン・ザ・ウォーター （ 日本）
  - 痛み （ 韓国）
  - 51 世界で一番小さく生まれたパンダ （ 日本）
  - ライフ・イズ・デッド （ 日本）
- 17日
  - メランコリア （ デンマーク）
  - TIME/タイム （ アメリカ合衆国）
- 18日
  - 汽車はふたたび故郷へ （ フランス /  ジョージア /  ロシア）
  - ピラミッド 5000年の嘘 （ フランス）
  - アフロ田中 （ 日本）
  - ものすごくうるさくて、ありえないほど近い （ アメリカ合衆国）
  - POV〜呪われたフィルム〜 （ 日本）
  - セイジ -陸の魚- （ 日本）
  - ザ・レッジ -12時の死刑台- （ アメリカ合衆国）
  - 生きてるものはいないのか （ 日本）
  - おとなのけんか （ フランス /  ドイツ /  ポーランド）
  - ザ・トーナメント （ イギリス）
  - 昼下がり、ローマの恋 （ イタリア）
- 24日
  - アンダーワールド 覚醒 （ アメリカ合衆国）
- 25日
  - トワイライト・サーガ/ブレイキング・ドーン Part1 （ アメリカ合衆国）
  - ゾンビアス （ 日本）
  - Pina/ピナ・バウシュ 踊り続けるいのち （ ドイツ /  フランス /  イギリス）
  - 顔のないスパイ （ アメリカ合衆国）
  - 恋人たちのパレード （ アメリカ合衆国）
  - ヤング≒アダルト （ アメリカ合衆国）
  - 英雄の証明 （ ドイツ）
  - タクティカル・ユニット 機動部隊 〜絆〜（ 香港）
  - ワールドプロレスリング3D第4弾 1.4東京ドーム2012（ 日本）[1]

### 3月
- 1日
  - ヒューゴの不思議な発明 （ アメリカ合衆国）
- 2日
  - 戦火の馬 （ アメリカ合衆国）
- 3日
  - ドラえもん のび太と奇跡の島 〜アニマル アドベンチャー〜（ 日本）
  - 父の初七日（ 台湾）
  - 世界最古の洞窟壁画3D 忘れられた夢の記憶（ アメリカ合衆国 /  フランス）
  - アリラン（ 韓国）
  - ライアーゲーム -再生-（ 日本）
  - 私の叔父さん（ 日本）
  - ピナ・バウシュ 夢の教室（ ドイツ）
  - 富士見二丁目交響楽団シリーズ 寒冷前線コンダクター（ 日本）
  - 311（ 日本）
  - 劇場版 はらぺこヤマガミくん（ 日本）
  - プリピャチ（ オーストリア）
- 10日
  - おかえり、はやぶさ（ 日本）
  - シャーロック・ホームズ シャドウ ゲーム（ アメリカ合衆国）
  - RIVER（ 日本）
  - ピープルvsジョージ・ルーカス（ アメリカ合衆国 /  イギリス）
  - バンバン・クラブ -真実の戦場-（ カナダ /  南アフリカ共和国）
  - SHAME -シェイム-（ イギリス）
  - 超能力者（ 韓国）
  - 魔弾の射手（ スイス）
  - へんげ（ 日本）
  - セットアップ（ アメリカ合衆国）
  - friends after 3.11【劇場版】（ 日本）
  - FLY! 〜平凡なキセキ〜（ 日本）
  - 不良少年 3,000人の総番（ イギリス）
- 16日
  - スター・ウォーズ エピソード1/ファントム・メナス 3D（ アメリカ合衆国）
  - マーガレット・サッチャー 鉄の女の涙（ イギリス）
- 17日
  - 長ぐつをはいたネコ（ アメリカ合衆国）
  - 僕等がいた 前篇（ 日本）
  - ストライクウィッチーズ 劇場版（ 日本）
  - 桜蘭高校ホスト部（ 日本）
  - 種まく旅人〜みのりの茶〜（ 日本）
  - 青い塩（ 韓国）
  - 映画 プリキュアオールスターズNewStage みらいのともだち（ 日本）
  - トゥルースorデア 密室デスゲーム（ イギリス）
  - イップ・マン 誕生（ 香港）
- 24日
  - 僕達急行 A列車で行こう（ 日本）
  - サルベージ・マイス（ 日本）
  - ウルトラマンサーガ（ 日本）
  - 海燕ホテル・ブルー（ 日本）
  - トロール・ハンター（ ノルウェー）
  - マリリン 7日間の恋（ イギリス /  アメリカ合衆国）
  - テイク・シェルター（ アメリカ合衆国）
  - 第九軍団のワシ（ イギリス /  アメリカ合衆国）
  - カエル少年失踪殺人事件（ 韓国）
  - マンク 〜破戒僧〜（ フランス /  スペイン）
- 31日
  - 少年と自転車（ ベルギー /  フランス /  イタリア）
  - 青いソラ白い雲（ 日本）
  - ヘルプ 〜心がつなぐストーリー〜（ アメリカ合衆国）
  - ドライヴ（ アメリカ合衆国）
  - 明日に架ける愛（ 日本）
  - スーパー・チューズデー 〜正義を売った日〜（ アメリカ合衆国）
  - センター・オブ・ジ・アース2 神秘の島（ アメリカ合衆国）
  - ルート・アイリッシュ（ イギリス /  フランス /  ベルギー /  イタリア /  スペイン）
  - アノソラノアオ（ 日本）

### 4月
- 7日
  - ビースト・ストーカー/証人（ 香港）
  - 劇場版 SPEC〜天〜（ 日本）
  - KOTOKO（ 日本）
  - コーマン帝国（ アメリカ合衆国）
  - レッド・ティアーズ（ 日本）
  - アーティスト（ フランス）
  - 別離（ イラン）
  - タイタニック 3D（ アメリカ合衆国）
  - ヴァルハラ・ライジング（ デンマーク）
  - トテチータ・チキチータ（ 日本）
  - 私の叔父さん（ 日本）
  - 篤姫ナンバー1（ 日本）
  - キリング・ショット（ アメリカ合衆国）
- 13日
  - ジョン・カーター（ アメリカ合衆国）
  - バトルシップ（ アメリカ合衆国）
- 14日
  - 台北カフェ・ストーリー（ 台湾）
  - クレヨンしんちゃん 嵐を呼ぶ!オラと宇宙のプリンセス（ 日本）
  - 名探偵コナン 11人目のストライカー（ 日本）
  - キリング・フィールズ 失踪地帯（ アメリカ合衆国）
  - SR サイタマノラッパー ロードサイドの逃亡者（ 日本）
  - アンネの追憶（ イタリア）
  - オレンジと太陽（ イギリス）
  - 決闘の大地で（ アメリカ合衆国 /  韓国 /  ニュージーランド）
  - マンイーター（ アメリカ合衆国 /  オーストラリア）
  - ゾンビ・ヘッズ 死にぞこないの青い春（ アメリカ合衆国）
  - アポロ18（ アメリカ合衆国  /  カナダ）
  - どんずまり便器（ 日本）
- 20日
  - Black & White/ブラック & ホワイト（ アメリカ合衆国）
- 21日
  - 三重スパイ（ フランス）
  - 刑事ベラミー（ フランス）
  - ももへの手紙（ 日本）
  - 僕等がいた 後篇（ 日本）
  - モンスターズクラブ（ 日本）
  - 劇場版 笑ってさよなら〜四畳半 下請け工場の日々〜（ 日本）
  - 裏切りのサーカス（ イギリス /  フランス /  ドイツ）
  - ×ゲーム2（ 日本）
  - タイタンの逆襲（ アメリカ合衆国）
  - ある秘密（ フランス）
  - 仮面ライダー×スーパー戦隊 スーパーヒーロー大戦（ 日本）
  - 捜査官X（ 香港 /  中国）
  - センチメンタルヤスコ（ 日本）
  - レオナルド・ダ・ヴィンチ展 in シアター（ 日本）
- 28日
  - HOME 愛しの座敷わらし（ 日本）
  - わが母の記（ 日本）
  - テルマエ・ロマエ（ 日本）
  - きかんしゃトーマス ディーゼル10の逆襲（ イギリス）
  - ブライズメイズ 史上最悪のウェディングプラン（ アメリカ合衆国）
  - 孤島の王（ ノルウェー /  フランス /  スウェーデン /  ポーランド）
  - ル・アーヴルの靴みがき（ フィンランド /  フランス /  ドイツ）
  - 容疑者、ホアキン・フェニックス（ アメリカ合衆国）
  - REC/レック3 ジェネシス（ スペイン）
  - 女ドラゴンと怒りの未亡人軍団（ 中国）
  - ジョイフル♪ノイズ（ アメリカ合衆国）
  - ワンドゥギ（ 韓国）

### 5月
- 5日
  - 宇宙兄弟（ 日本）
  - ベイビーズ - いのちのちから -（ フランス）
  - 王朝の陰謀 判事ディーと人体発火怪奇事件（ 中国 /  香港）
- 11日
  - 幸せの教室（ アメリカ合衆国）
- 12日
  - ムサン日記〜白い犬（ 韓国）
  - 貞子3D（ 日本）
  - フェイシズ（ アメリカ合衆国 /  フランス /  カナダ）
  - ポテチ（ 日本）
  - 恋と愛の測り方（ 日本）
  - レンタネコ（ 日本）
  - ロボット（ インド）
  - キラー・エリート（ アメリカ合衆国）
  - この空の花 長岡花火物語（ 日本）
  - さあ帰ろう、ペダルをこいで（ ブルガリア /  ドイツ /  ハンガリー /  スロベニア /  セルビア）
  - すべての若き野郎ども/モット・ザ・フープル（ イギリス）
  - 映画 紙兎ロペ 〜つか、夏休みラスイチってマジっすか!?〜（ 日本）
  - ちりも積もればロマンス（ 韓国）
  - happy-しあわせを探すあなたへ（ アメリカ合衆国）
  - 中島みゆきLive 歌旅劇場版（ 日本）
  - ビターコーヒーライフ（ 日本）
  - 一遍上人（ 日本）
- 18日
  - ファミリー・ツリー（ アメリカ合衆国）
- 19日
  - 虹色ほたる 〜永遠の夏休み〜（ 日本）
  - バッド・ティーチャー（ アメリカ合衆国）
  - コネクション マフィアたちの法廷（ アメリカ合衆国）
  - ダーク・シャドウ（ アメリカ合衆国）
  - ザ・マペッツ（ アメリカ合衆国）
  - サニー 永遠の仲間たち（ 韓国）
  - 彼女について知ることのすべて（ 日本）
  - ブレーキ（ アメリカ合衆国）
  - ライジング・サン〜裏切りの代償〜（ アメリカ合衆国）
  - 極秘指令 ドッグ×ドッグ（ アメリカ合衆国）
  - 未来警察 Future X-cops（ 香港 /  台湾）
- 25日
  - メン・イン・ブラック3（ アメリカ合衆国）
- 26日
  - HESOMORI -ヘソモリ-（ 日本）
  - ガール（ 日本）
  - ミッドナイト・イン・パリ（ アメリカ合衆国）
  - 私が、生きる肌（ スペイン）
  - ミッドナイトFM（ 韓国）
  - まだ、人間（ 日本）
  - MY HOUSE（ 日本）
  - アクネ ACNE（ ウルグアイ /  アルゼンチン /  メキシコ /  スペイン /  アメリカ合衆国）
  - ヴィダル・サスーン（ アメリカ合衆国）
  - 先生を流産させる会（ 日本）
  - 相馬看花 -第一部 奪われた土地の記憶-（ 日本）
  - バカリズム THE MOVIE（ 日本）
  - The Cat ザ・キャット（ 韓国）
  - 骨壺（ 日本）

### 6月
- 1日
  - ミッシング ID（ アメリカ合衆国）
  - 君への誓い（ アメリカ合衆国）
  - グレイヴ・エンカウンターズ（ アメリカ合衆国）
- 2日
  - メゾン ある娼館の記憶（ フランス）
  - 11・25自決の日 三島由紀夫と若者たち（ 日本）
  - 劇場版 BLOOD-C The Last Dark（ 日本）
  - 外事警察 その男に騙されるな（ 日本）
  - ジェーン・エア（ イギリス /  アメリカ合衆国）
  - ファウスト（ ロシア）
  - 星の旅人たち（ アメリカ合衆国 /  スペイン）
  - ケイト・レディが完璧な理由（ アメリカ合衆国）
  - ファイナル・ジャッジメント（ 日本）
  - 映画館落語 かもめ亭（ 日本）
- 8日
  - 幸せへのキセキ（ アメリカ合衆国）
- 9日
  - ソウル・サーファー（ アメリカ合衆国）
  - 映画 ホタルノヒカリ（ 日本）
  - 道〜白磁の人〜（ 日本）
  - シグナル〜月曜日のルカ〜（ 日本）
  - キリマンジャロの雪（ フランス）
  - ハロー!?ゴースト（ 韓国）
  - ディヴァイド（ アメリカ合衆国）
  - ラブド・ワンズ（ オーストラリア）
  - アイアンクラッド（ イギリス /  アメリカ合衆国 /  ドイツ）
- 15日
  - スノーホワイト（ アメリカ合衆国）
- 16日
  - あんてるさんの花（ 日本）
  - 愛と誠（ 日本）
  - ハングリー・ラビット（ アメリカ合衆国）
  - 図書館戦争 革命のつばさ（ 日本）
  - 一枚のめぐり逢い（ アメリカ合衆国）
  - ベルフラワー（ アメリカ合衆国）
  - フライペーパー! 史上最低の銀行強盗（ アメリカ合衆国 /  ドイツ）
  - 希望のシグナル 自殺防止最前線からの提言（ 日本）
  - ゴーイング・バーティカル（ オーストラリア）
  - からっぽ（ 日本）
  - 臍帯（ 日本）
  - 東京無印女子物語（ 日本）
  - 劇場版 ライバル伝説〜光と影（ 日本）
- 22日
  - ネイビーシールズ（ アメリカ合衆国）
- 23日
  - ベルセルク 黄金時代篇II ドルドレイ攻略（ 日本）
  - ブラック・ブレッド（ スペイン /  フランス）
  - LOVE まさお君が行く!（ 日本）
  - ワン・デイ 23年のラブストーリー（ アメリカ合衆国）
  - アタック・ザ・ブロック（ イギリス）
  - ブレイクアウト（ アメリカ合衆国）
  - それでも、愛してる（ アメリカ合衆国）
  - 愛の残像（ フランス）
  - プレイヤー（ フランス）
- 30日
  - アメイジング・スパイダーマン（ アメリカ合衆国）
  - 少年は残酷な弓を射る（ イギリス）
  - 臨場 劇場版（ 日本）
  - きっと ここが帰る場所（ イタリア /  フランス /  アイルランド）
  - くそガキの告白（ 日本）
  - ラム・ダイアリー（ アメリカ合衆国）
  - コナン・ザ・バーバリアン（ アメリカ合衆国）
  - 夜のとばりの物語（ フランス）
  - 死刑弁護人（ 日本）
  - モバイルハウスのつくりかた（ 日本）
  - クレイジーホース・パリ 夜の宝石たち（ フランス /  アメリカ合衆国）
  - ただ君だけ（ 韓国）
  - HELL（ ドイツ /  スイス）
  - プレイ -獲物-（ フランス）
  - Beyond the ONEDAY 〜Story of 2PM & 2AM〜（ 日本）
  - ビッグ・ボーイズ しあわせの鳥を探して（ アメリカ合衆国）

### 7月
- 4日
  - シャーク・ナイト（ アメリカ合衆国）
- 6日
  - さらば復讐の狼たちよ（ 中国）
- 7日
  - 崖っぷちの男（ アメリカ合衆国）
  - グスコーブドリの伝記（ 日本）
  - クーリエ 過去を運ぶ男（ アメリカ合衆国）
  - スープ〜生まれ変わりの物語〜（ 日本）
  - それいけ!アンパンマン よみがえれ バナナ島（ 日本）
  - プリンセス・カイウラニ（ アメリカ合衆国）
  - ユナイテッド -ミュンヘンの悲劇-（ イギリス）
  - 私の悲しみ（ 日本）
- 13日
  - BRAVE HEARTS 海猿（ 日本）
- 14日
  - いわさきちひろ 〜27歳の旅立ち〜（ 日本）
  - 苦役列車（ 日本）
  - グラッフリーター 刀牙（ 日本）
  - 劇場版ポケットモンスター ベストウイッシュ キュレムVS聖剣士ケルディオ（ 日本）
  - シャーク・ナイト（ アメリカ合衆国）
  - 3D SEX & 禅（ 香港）
  - だれもがクジラを愛してる。（ アメリカ合衆国）
  - ぱいかじ南海作戦（ 日本）
  - ピラニア リターンズ（ アメリカ合衆国）
  - ヘルタースケルター（ 日本）
  - ぼくたちのムッシュ・ラザール（ カナダ）
  - 毎日がアルツハイマー（ 日本）
  - 魔法少女リリカルなのは The MOVIE 2nd A's（ 日本）
  - ムカデ人間2（ オランダ /  イギリス）
  - 森ウルフ 零零から愛を植える（ 日本）
  - リンカーン弁護士（ アメリカ合衆国）
- 21日
  - アイアンガール（ 日本）
  - 依頼人（ 韓国）
  - おおかみこどもの雨と雪（ 日本）
  - The Lady アウンサンスーチー ひき裂かれた愛（ フランス /  イギリス）
  - 灼熱の肌（ フランス /  イタリア /  スイス）
  - ジョルダーニ家の人々（ イタリア /  フランス）
  - スターシップ・トゥルーパーズ インベイジョン（ 日本 /  アメリカ合衆国）
  - メリダとおそろしの森（ アメリカ合衆国）
  - 屋根裏部屋のマリアたち（ フランス）
  - 汚れた心（ ブラジル）
  - ローマ法王の休日（ イタリア）
- 28日
  - アウェイクニング（ イギリス）
  - アニメ師・杉井ギサブロー（ 日本）
  - エイトレンジャー（ 日本）
  - ギリギリの女たち（ 日本）
  - 劇場版東京スカイツリー 世界一のひみつ（ 日本）
  - こっぴどい猫（ 日本）
  - ゴッド・ブレス・アメリカ（ アメリカ合衆国）
  - ダークナイト ライジング（ アメリカ合衆国 /  イギリス）
  - 4.3.2.1（ イギリス）
  - 眠れぬ夜の仕事図鑑（ オーストリア）
  - 闇を生きる男（ ベルギー）
  - ROAD TO NINJA -NARUTO THE MOVIE-（ 日本）

### 8月
- 1日
  - マダガスカル3（ アメリカ合衆国）
- 4日
  - アナザー Another（ 日本）
  - かぞくのくに（ 日本）
  - トガニ 幼き瞳の告発（ 韓国）
  - ニッポンの嘘 〜報道写真家 福島菊次郎90歳〜（ 日本）
  - 画皮 あやかしの恋（ シンガポール /  中国 /  香港）
  - 仮面ライダーフォーゼ THE MOVIE みんなで宇宙キターッ!（ 日本）
  - 遊星からの物体X ファーストコンタクト（ アメリカ合衆国）
  - あの日 あの時 愛の記憶（ ドイツ）
  - セブン・デイズ・イン・ハバナ（ フランス）
  - ラ・ワン（ インド）
  - ハーフ・デイズ（ アメリカ合衆国）
  - 特命戦隊ゴーバスターズ THE MOVIE　東京エネタワーを守れ!（ 日本）
- 10日
  - トータル・リコール（ アメリカ合衆国）
- 11日
  - 桐島、部活やめるってよ（ 日本）
  - ジュエルペット スウィーツダンスプリンセス（ 日本）
  - テイク・ディス・ワルツ（ カナダ）
  - マクダルのカンフーようちえん（英語版）（ 日本 /  香港 /  中国）
  - 「わたし」の人生 我が命のタンゴ（ 日本）
  - Virginia/ヴァージニア（ アメリカ合衆国）
  - 怪談新耳袋 異形（ 日本）
  - 聴こえてる、ふりをしただけ（ 日本）
  - スリーピング タイト 白肌の美女の異常な夜（ スペイン）
  - 強奪のトライアングル（ 中国 /  香港）
  - コンシェンス/裏切りの炎（ 中国 /  香港）
  - やがて哀しき復讐者（ 中国 /  香港）
  - ヘッドハンター（ ノルウェー /  ドイツ）
- 14日
  - アベンジャーズ（ アメリカ合衆国）
- 18日
  - プンサンケ（ 韓国）
  - THE GREY 凍える太陽（ アメリカ合衆国）
  - 劇場版 FAIRY TAIL -鳳凰の巫女-（ 日本）
  - ディーパー・シェイド・ブルー（ アメリカ合衆国）
  - WIN WIN ダメ男とダメ少年の最高の日々（ アメリカ合衆国）
  - 籠の中の乙女（ ギリシャ）
  - 石巻市立湊小学校避難所（ 日本）
- 22日
  - UVERworld DOCUMENTARY THE SONG（ 日本）
- 24日
  - プロメテウス（ アメリカ合衆国）
- 25日
  - るろうに剣心（ 日本）
  - あなたへ（ 日本）
  - 闇金ウシジマくん（ 日本）
  - 放課後ミッドナイターズ（ 日本）
  - 愛を歌うより俺に溺れろ!（ 日本）
  - 神弓-KAMIYUMI-（ 韓国）
  - 歌えマチグヮー（ 日本）
  - フェイシング・アリ（ アメリカ合衆国 /  カナダ）
  - メリエスの素晴らしき映画魔術（ フランス）
  - バーク アンド ヘア（ イギリス）

### 9月
- 1日
  - I'M FLASH!（ 日本）
  - カルロス（ ドイツ /  フランス）
  - コロンビアーナ（ アメリカ合衆国 /  フランス）
  - 最強のふたり（ フランス）
  - 死ガ二人ヲワカツマデ…（ 日本）
  - 適切な距離（ 日本）
  - ハイザイ〜神さまの言うとおり〜（ 日本）
  - PIECE 〜記憶の欠片〜（ 日本）
  - 映画 ひみつのアッコちゃん（ 日本）
  - BLOODIED BUT UNBOWED（ カナダ）
  - ボブ・マーリー/ルーツ・オブ・レジェンド（ イギリス /  アメリカ合衆国）
  - モンサントの不自然な食べもの（ フランス /  ドイツ /  カナダ）
- 7日
  - 踊る大捜査線 THE FINAL 新たなる希望（ 日本）
  - ディクテーター 身元不明でニューヨーク（ アメリカ合衆国）
  - デンジャラス・ラン（ アメリカ合衆国）
- 8日
  - ウェイバック -脱出6500km-（ アメリカ合衆国）
  - 凍える牙（ 韓国）
  - スクワッド 荒野に棲む悪夢（ コロンビア /  アルゼンチン /  スペイン）
  - ソルジャーズ・アイランド（ アメリカ合衆国 /  ロシア）
  - DON'T STOP! ドント・ストップ!（ 日本）
  - ナナとカオル 第2章（ 日本）
  - 莫逆家族 バクギャクファミーリア（ 日本）
  - ハーバー・クライシス〈湾岸危機〉Black & White Episode 1（ 台湾）
  - バレエに生きる 〜パリ・オペラ座のふたり〜（ フランス）
  - ヒドゥン・フェイス（ コロンビア /  スペイン）
  - 夢売るふたり（ 日本）
  - リヴィッド（ フランス）
- 13日
  - トリハダ -劇場版-（ 日本）
- 14日
  - 白雪姫と鏡の女王（ アメリカ合衆国）
  - バイオハザードV リトリビューション（ アメリカ合衆国）
- 15日
  - イラン式料理本（ イラン）
  - ヴァンパイア（ 日本 /  アメリカ合衆国 /  カナダ）
  - 鍵泥棒のメソッド（ 日本）
  - コッホ先生と僕らの革命（ ドイツ）
  - 人生、いろどり（ 日本）
  - スケッチ・オブ・ミャーク（ 日本）
  - そして友よ、静かに死ね（ フランス）
  - スリープレス・ナイト（ フランス /  ルクセンブルク /  ベルギー）
  - 天地明察（ 日本）
  - ファインディング・ニモ 3D（ アメリカ合衆国）
  - 放射線を浴びた［X年後］（ 日本）
  - ライク・サムワン・イン・ラブ（ フランス /  日本）
  - わたしたちの宣戦布告（ フランス）
- 21日
  - ロック・オブ・エイジズ（ アメリカ合衆国）
- 22日
  - 王様とボク（ 日本）
  - カジノ・ゾンビ BET OR DEAD（ アメリカ合衆国）
  - これは映画ではない（ イラン）
  - 壊された5つのカメラ（ パレスチナ /  イスラエル /  フランス /  オランダ）
  - 漆黒の闇で、パリに踊れ（ フランス）
  - ソハの地下水道（ ポーランド）
  - 劇場版 TIGER & BUNNY -The Beginning-（ 日本）
  - モンスター・トーナメント 世界最強怪物決定戦（ カナダ）
  - よだかのほし（ 日本）
- 23日
  - 緋色の街/スカーレット・ストリート（ アメリカ合衆国）
- 28日
  - アイアン・スカイ（ フィンランド ドイツ オーストラリア）
  - エージェント・マロリー（ アメリカ合衆国）
  - ハンガー・ゲーム（ アメリカ合衆国）
  - ボーン・レガシー（ アメリカ合衆国）
- 29日
  - アシュラ（ 日本）
  - インブレッド（ イギリス）
  - エレベーター（ アメリカ合衆国）
  - ケイティ・ペリー パート・オブ・ミー3D（ アメリカ合衆国）
  - Z108地区 〜ゾンビ包囲網〜（ 台湾）
  - 劇場版ミューズの鏡 マイプリティドール（ 日本）
  - 最後の星捕り（ 日本）
  - BUNGO〜ささやかな欲望〜 見つめられる淑女たち（ 日本）
  - BUNGO〜ささやかな欲望〜 告白する紳士たち（ 日本）
  - マルドゥック・スクランブル/排気（ 日本）
  - モンスター・ホテル（ アメリカ合衆国）
  - ロビイストの陰謀（ アメリカ合衆国）
  - ワールドプロレスリング第5弾G1CLIMAX3D 2012（ 日本）[2]

### 10月
- 6日
  - アウトレイジ ビヨンド（ 日本）
  - 新しい靴を買わなくちゃ（ 日本）
  - くろねこルーシー（ 日本）
  - コンフィデンスマン/ある詐欺師の男（ カナダ）
  - 最終目的地（ アメリカ合衆国）
  - 残酷メルヘン 親指トムの冒険（ フランス）
  - 神秘の法（ 日本）
  - ツナグ（ 日本）
  - ふとめの国のありす（ 日本）
  - ビラルの世界（ インド）
  - 劇場版 魔法少女まどか☆マギカ ［前編］始まりの物語（ 日本）
  - マヤ -天の心、地の心-（ ドイツ）
  - 4:44 地球最期の日（ アメリカ合衆国 /  フランス /  スイス）
  - ロラックスおじさんの秘密の種（ アメリカ合衆国）
- 12日
  - 推理作家ポー 最期の5日間（ アメリカ合衆国）
- 13日
  - 赤い季節（ 日本）
  - キック・オーバー（ イギリス）
  - 虚空の鎮魂歌（ フランス）
  - 情熱のピアニズム（ フランス /  ドイツ /  イタリア）
  - 劇場版 私立バカレア高校（ 日本）
  - SAFE/セイフ（ アメリカ合衆国）
  - 大恐竜時代 タルボサウルス vs ティラノサウルス（ 韓国）
  - 中島みゆきLIVE&PV「歌姫 劇場版」（ 日本）
  - 劇場版 魔法少女まどか☆マギカ ［後編］永遠の物語（ 日本）
  - ミステリーズ 運命のリスボン（ フランス /  ポルトガル）
  - 桃さんのしあわせ（ 中国 /  香港）
- 20日
  - 宇宙刑事ギャバン THE MOVIE（ 日本）
  - 宇宙人王さんとの遭遇（ イタリア）
  - 「映画館落語 かもめ亭」第二弾（ 日本）
  - エクスペンダブルズ2（ アメリカ合衆国）
  - ATM（ アメリカ合衆国）
  - 演劇1（ 日本）
  - 演劇2（ 日本）
  - カリフォルニア・ガール 〜禁じられた10代〜（ アメリカ合衆国）
  - 希望の国（ 日本）
  - ザ・ウーマン（ アメリカ合衆国）
  - 思秋期（ イギリス）
  - 菖蒲（ ポーランド）
  - FASTEST（ アメリカ合衆国）
  - 伏 鉄砲娘の捕物帳（ 日本）
  - ペンギン夫婦の作りかた（ 日本）
  - マクロスFB7 オレノウタヲキケ!（ 日本）
- 26日
  - アルゴ（ アメリカ合衆国）
- 27日
  - 映画 スマイルプリキュア! 絵本の中はみんなチグハグ!（ 日本）
  - 危険なメソッド（ イギリス /  ドイツ /  カナダ /  スイス /  アメリカ合衆国）
  - 高地戦（ 韓国）
  - 声をかくす人（ アメリカ合衆国）
  - ザ・レイド（ インドネシア）
  - シャドー・チェイサー（ アメリカ合衆国）
  - ゾンビ革命 -フアン・オブ・ザ・デッド-（ スペイン /  キューバ）
  - 009 RE:CYBORG（ 日本）
  - 旅の贈りもの 明日へ（ 日本）
  - 終の信託（ 日本）
  - 流 ながれ（ 日本）
  - バイオハザード ダムネーション （ 日本）

### 11月
- 1日
  - リンカーン/秘密の書（ アメリカ合衆国）
  - GOTHICMADE ゴティックメード-花の詩女-（ 日本）
  - パラノーマル・アクティビティ4（ アメリカ合衆国）
- 2日
  - のぼうの城（ 日本）
- 3日
  - 北のカナリアたち（ 日本）
  - 黄金を抱いて翔べ（ 日本）
  - みんなで一緒に暮らしたら（ フランス /  ドイツ）
  - JAPAN IN A DAY（ 日本 /  イギリス）
  - ウォリスとエドワード 英国王冠をかけた恋（ イギリス）
  - One Night, One Love/ワンナイト、ワンラブ（ イギリス）
  - 天のしずく 辰巳芳子“いのちのスープ”（ 日本）
  - 私の奴隷になりなさい（ 日本）
  - ユニバーサル・ソルジャー 殺戮の黙示録（ アメリカ合衆国）
  - トールマン（ アメリカ合衆国 /  カナダ /  フランス）
  - ヘッドハント（ オーストラリア）
  - ［アパートメント:143］（ スペイン）
  - ビーツ、ライムズ・アンド・ライフ 〜ア・トライブ・コールド・クエストの旅〜（ アメリカ合衆国）
- 9日
  - シルク・ドゥ・ソレイユ3D 彼方からの物語（ アメリカ合衆国）
- 10日
  - チキンとプラム 〜あるバイオリン弾き、最後の夢〜（ フランス /  ドイツ /  ベルギー）
  - 悪の教典（ 日本）
  - ねらわれた学園（ 日本）
  - カミハテ商店（ 日本）
  - Playback（ 日本）
  - ゲットバック（ アメリカ合衆国）
  - Mr.アイドル（ 韓国）
  - 映画と恋とウディ・アレン（ アメリカ合衆国）
  - よく知りもしないくせに（ 韓国）
  - ハハハ（ 韓国）
  - 教授とわたし、そして映画（ 韓国）
  - 次の朝は他人（ 韓国）
  - 388（ カナダ）
  - 長良川ド根性（ 日本）
- 17日
  - 任侠ヘルパー（ 日本）
  - その夜の侍（ 日本）
  - ふがいない僕は空を見た（ 日本）
  - ヱヴァンゲリヲン新劇場版:Q（ 日本）
  - FASHION STORY -Model-（ 日本）
  - ワーキング・ホリデー（ 日本）
  - ボディ・ハント（ アメリカ合衆国）
  - ハード・ソルジャー 炎の奪還（ アメリカ合衆国）
- 23日
  - 綱引いちゃった!（ 日本）
  - カラスの親指（ 日本）
  - ロックアウト（ フランス）
  - ドリームハウス（ アメリカ合衆国）
  - 人生の特等席（ アメリカ合衆国）
  - ぼくが処刑される未来（ 日本）
- 24日
  - 女子カメラ（ 日本）
  - HICK ルリ13歳の旅（ アメリカ合衆国）
  - ミロクローゼ（ 日本）
  - ドコニモイケナイ（ 日本）
  - 裏切りの戦場 葬られた誓い（ フランス）

### 12月
- 1日
  - 007 スカイフォール（ イギリス /  アメリカ合衆国）
  - アナザー・ハッピー・デイ ふぞろいな家族たち ( アメリカ合衆国)
  - リターン・トゥ・ベース ( 韓国)
  - ダーケストアワー 消滅（ アメリカ合衆国 /  ロシア）
  - 劇場版イナズマイレブンGO vs ダンボール戦機W（ 日本）
  - やなせたかしシアター ( 日本) 
    - アンパンマンが生まれた日
    - ハルのふえ
    - ロボくんとことり

  - ウーマン・イン・ブラック 亡霊の館 ( イギリス /  カナダ /  スウェーデン)
  - パーティは銭湯から始まる ( 日本)
  - ボーンズ・ブリゲード ( アメリカ合衆国)
  - 恋のロンドン狂騒曲 ( アメリカ合衆国 /  スペイン)
  - 傘の下 ( 日本)
  - ファースト・ポジション 夢に向かって踊れ! ( アメリカ合衆国)
  - 僕の中のオトコの娘 ( 日本)
  - 秘密のオブジェクト ( 韓国)
  - ボス その男シヴァージ ( インド)
  - 名無しの十字架 ( 日本)
- 8日
  - プリズナー・オブ・パワー 囚われの惑星（ ロシア）
  - 仮面ライダー×仮面ライダー ウィザード&フォーゼ MOVIE大戦アルティメイタム（ 日本）
  - 今日、恋をはじめます（ 日本）
  - ドキュメンタリー映画 100万回生きたねこ（ 日本）
  - 砂漠でサーモン・フィッシング（ イギリス）
  - ニッポンの、みせものやさん ( 日本)
  - サンタクロースをつかまえて ( 日本)
  - 死んでもいいの 百年恋して ( 日本)
- 14日
  - ホビット 思いがけない冒険（ アメリカ合衆国 /  ニュージーランド）
  - 英国ロイヤル・バレエ/くるみ割り人形 ( イギリス)
- 15日
  - フランケンウィニー ( アメリカ合衆国)
  - 映画 妖怪人間ベム ( 日本)
  - グッモーエビアン!（ 日本）
  - いま、殺りにゆきます ( 日本)
  - ONE PIECE FILM Z（ 日本）
  - 最愛（ 中国）
  - 7日間の恋人（ 香港 /  中国）
  - 恋愛だけじゃダメかしら? ( アメリカ合衆国)
  - ルビー・スパークス ( アメリカ合衆国)
  - マリー・アントワネットに別れをつげて（ フランス）
  - 最初の人間 ( フランス /  イタリア)
  - 愛について、ある土曜日の面会室 ( フランス)
- 21日
  - レ・ミゼラブル（ イギリス /  アメリカ合衆国）
- 22日
  - 大奥〜永遠〜［右衛門佐・綱吉篇］（ 日本）
  - 映画かいけつゾロリ だ・だ・だ・だいぼうけん! ( 日本)
  - おだやかな日常（ 日本 /  アメリカ合衆国）
  - ダイアナ・ヴリーランド 伝説のファッショニスタ（ アメリカ合衆国）
  - もうひとりのシェイクスピア ( アメリカ合衆国 /  イギリス /  ドイツ)
  - はちみつ色のユン ( フランス /  ベルギー /  韓国 /  スイス)
  - ブラッド・ウェポン ( 香港)
  - ピンク・レディ 女はそれを我慢できないッ ( 日本)
  - 理想の出産 ( フランス)
  - ディラン・ドッグ デッド・オブ・ナイト ( アメリカ合衆国)
  - 拝啓、愛しています ( 韓国)
  - シェフ! 〜三ツ星レストランの舞台裏へようこそ〜（ フランス）
  - ジョーカーゲーム ( 日本)
  - SUSHI GIRL（ アメリカ合衆国）
- 28日
  - 青の祓魔師 ―劇場版―（ 日本）
  - トワイライト・サーガ/ブレイキング・ドーン Part2（ アメリカ合衆国）
- 29日
  - ゾンビデオ ( 日本)
  - さなぎ～学校に行きたくない～ ( 日本)